# Mesofilo
Mesofilo é o conjunto de tecidos parenquimáticos das folhas das plantas, posicionados entre as epidermes superior e inferior. É constituído pelo Parênquima empaliçado , pelo Parênquima esponjoso, por células esclerenquimáticas e colenquimáticas. Muitos autores também incluem no conjunto do mesofilo os tecidos vasculares.
É no mesofilo onde ocorrem os principais processos fisiológicos dos vegetais; é onde aportam os minerais trazidos do solo pelo xilema, onde estes são convertidos em moléculas orgânicas, onde ocorrem as trocas gasosas entre as células e a atmosfera e de onde parte a água destinada à transpiração efetuada pelos estômatos.